# Pascal Chimbonda
Pascal Chimbonda (21 de febrer del 1979) és un exfutbolista professional francès que jugava com a defensa.
Chimbonda, que és capaç de jugar de central o lateral dret, és ben conegut pels afeccionats anglesos per les seues actuacions amb el Blackburn Rovers Football Club i Wigan Athletic FC, el que portà al Tottenham Hotspur FC a fer-lo signar un contracte a l'estiu de 2006, tenint-lo al seu servei fins a la fi d'aquest.
Ha estat internacional amb Guadalupe i amb França.